# Kadenahalli, Chiknayakanhalli
Kadenahalli là một làng thuộc tehsil Chiknayakanhalli, huyện Tumkur, bang Karnataka, Ấn Độ.